# Епитрахиль
Епитрахи́ль (греч. επιτραχήλιον — то, что вокруг шеи) — принадлежность богослужебного облачения православного священника и епископа — длинная лента, огибающая шею и обоими концами спускающаяся на грудь.
Первоначально епитрахилью был диаконский орарь, который в знак сугубых (в сравнении с диаконом) благодатных дарований при хиротонии диакона в иерея перекладывался вторым концом со спины на грудь. Впоследствии оба конца епитрахили стали спереди скреплять пуговицами.

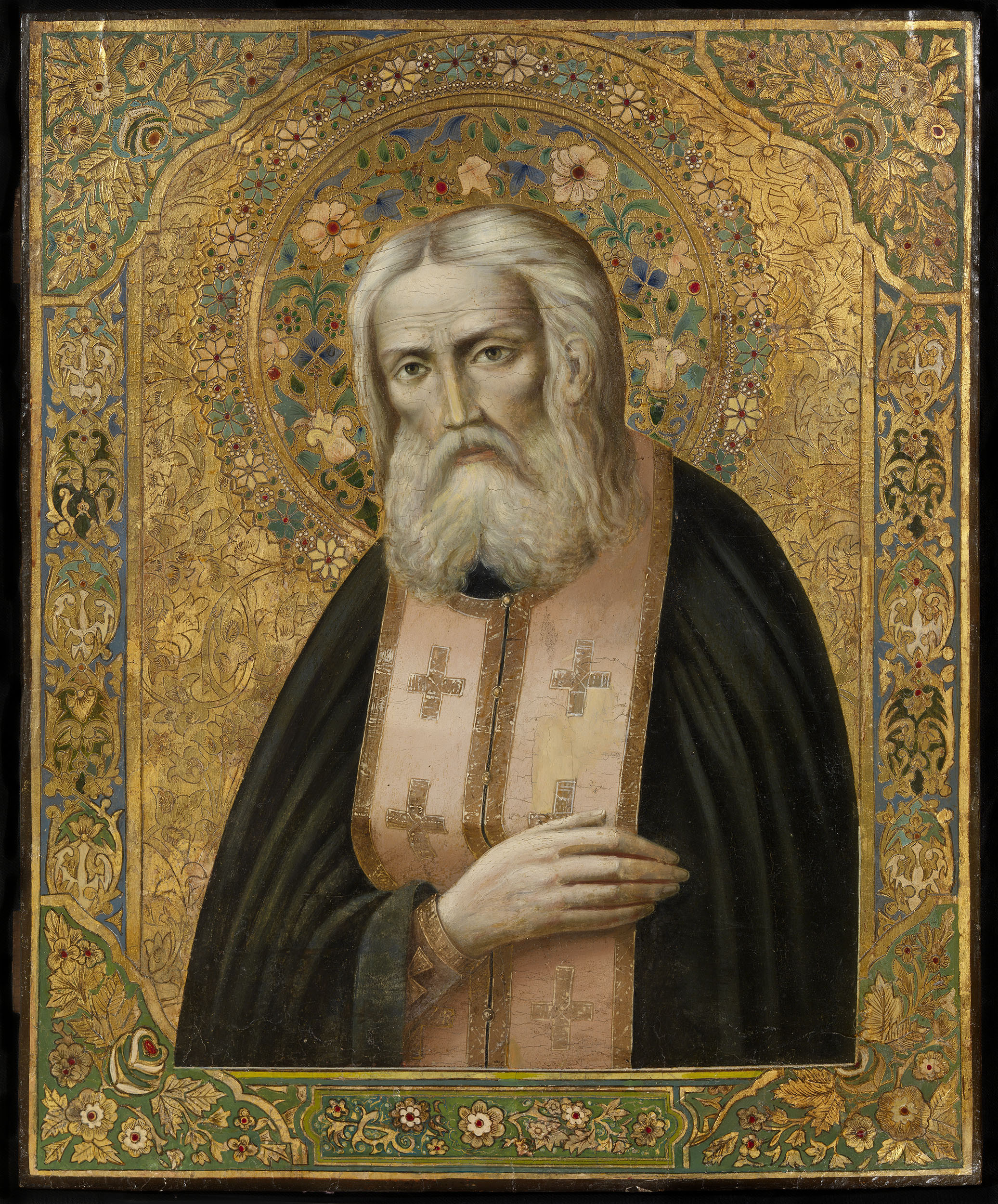
Серафим Саровский в золотистой епитрахили

Епитрахиль надевается поверх подризника (в полном облачении) или рясы (в малом облачении). Символизирует благодатные дарования иерея как священнослужителя. Перед совершением полной Литургии архиереи и священники облачаются в епитрахилий с молитвой:

Благослове́н Бог, излива́яй благода́ть Свою́ на свяще́нники Своя́, я́ко ми́ро на главе́, сходя́щее на браду́, браду́ Ааро́ню, сходя́щее на оме́ты оде́жди его́.
— Пс. 132:2
Архиерей носит епитрахиль в знак сохранения иерейских благодатных дарований. Полное богослужебное облачение Александрийского патриарха предусматривает одновременное ношение двух епитрахилей. В этом случае вторая епитрахиль называется — патриарший критар.
Без епитрахили священник и епископ не могут священнодействовать. В крайних случаях (например, в условиях гонений на Церковь, если священник находится в заключении) заменой епитрахили может служить любой длинный кусок материи или верёвки, благословлённый как епитрахиль. Впоследствии такой благословлённый предмет надлежит использовать только как епитрахиль либо сжечь.
Стандартно спереди на епитрахили нашиваются три пары крестов на обеих его половинах. Это символизирует, что иерей может совершать шесть церковных таинств, седьмой крест нашивается на той части епитрахили, что находится на шее под затылком, это символизирует, что священник принял своё священство от епископа и подвластен ему, а также то, что он несёт на себе бремя служения Христу. В некоторых случаях кресты могут быть заменены иконами, количество крестов может быть изменено, концы епитрахили могут быть сплошным полотном (например, преподобный Серафим Саровский часто изображается в епитрахили, которая не спускается концами, а является цельным полотном с одним большим крестом на уровне груди).